# پشت‌آویز عکاسی

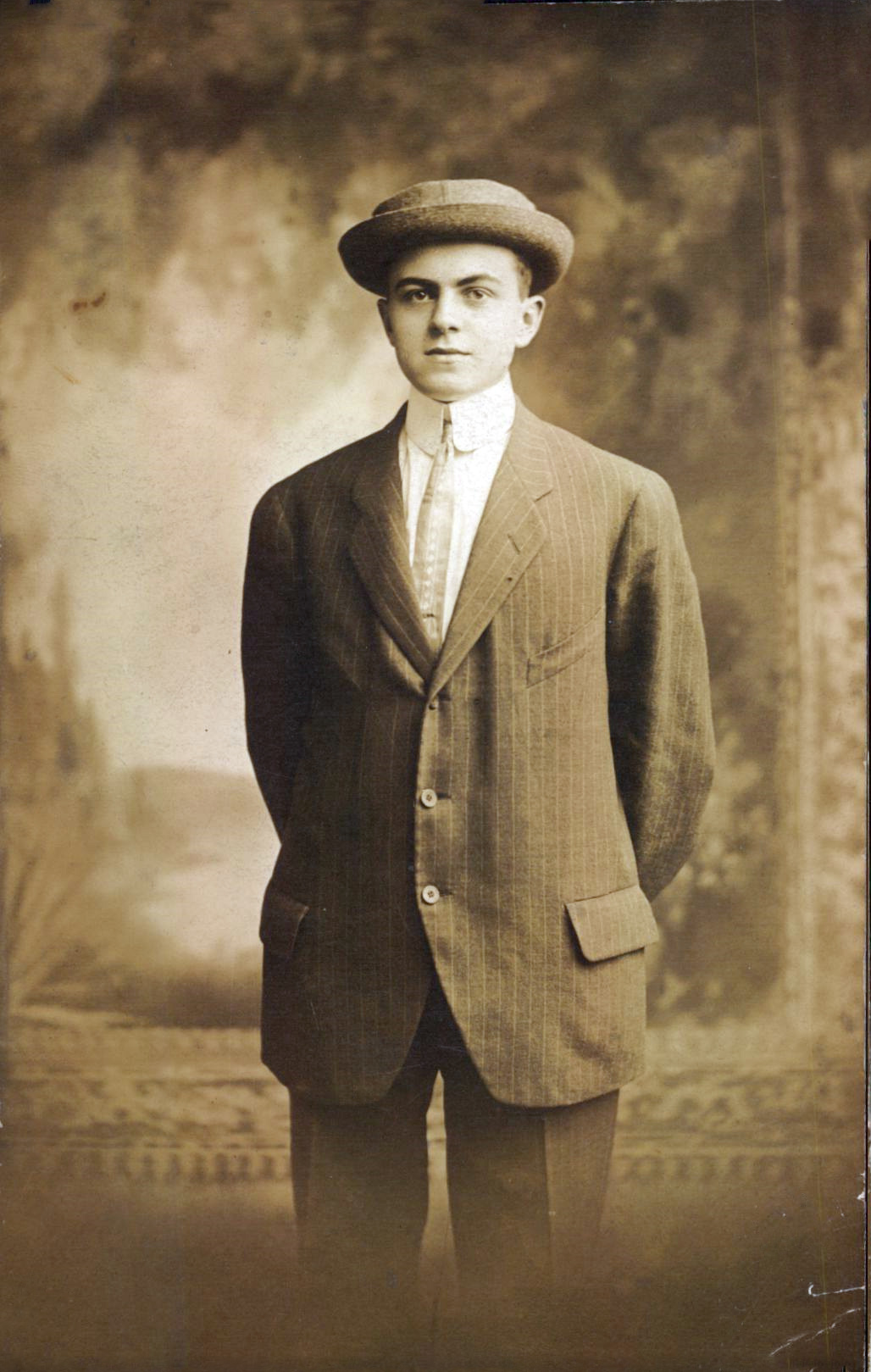
نیوجرسی، ۱۹۱۲ میلادی.

پشت آویز یا فون پارچه‌ای است که به‌عنوان پس زمینهٔ عکس استفاده می‌شود. در عکاسی استودیوئی، از این پارچه (و یا کاغذ) برای کنترل کامل رنگ‌ها و طرح‌های پس‌زمینه استفاده شده و به فراخور حال هر عکس، می‌توان پارچهٔ دیگری را آویخته و استفاده نمود.

## جنس پردهٔ پشت‌آویز
1. پارچهٔ بافته شده (Fabric): کتان، کرباس، برزنت، Muslin،... (این پارچه‌ها می‌تواند رنگ نیز بشود: طرح دار یا تک رنگ)
2. پارچهٔ مخمل (Velvet): مخمل واقعی؛ طرح مخمل (ذرات کرک مانند که بر روی یک لایهٔ با تار و پود از مواد پلاستیکی که سطح آن آغشته به یک لایه چسب بسیار نازک است، پاشیده شده. این کرک‌های رنگی، مانائی بسیار سستی بر روی چسب داشته و پس از اندکی استفاده و در تماس با اشیاء، به اصطلاح «کچل» می‌شوند)
3. کاغذ: کاغذ بدون درز (Seamless) و مرغوب، که کیفیت ثبت بسیار خوبی را برای عکاسی ارائه می‌دهند. دوام آن‌ها همیشگی نیست و به همین دلیل در طولهای بلند (متوسط، ۱۱ متر) ارائه می‌شوند تا قسمتهایی که زیر پای سوژه از بین می‌روند، جدا شده و قسمت‌های سالم، به زیر پای سوژه کشیده شود.
4. وینیل بدون انعکاس نقطه‌ای (Glare-Free Vinyl): نوعی پلاستیک که بازتاب فلاش‌ها بر روی آن، به صورت نقاط نورانی دیده نمی‌شود. این جنس، معمولاً از بقیه گرانتر است.[۲][پیوند مرده]

## آویختن پشت‌آویز
1. نوع بسیار ساده: اتصال آن به دیوار با میخ، پونز،...
2. نوع ساده، اما قابل کنترل: استفاده از یک لولهٔ پلاستیکی یا مقوائی برای پیچاندن آن، و نصب لوله به یک پایهٔ پرتابل. پایه پرتابل، متشکل از دو عدد سه‌پایه است که بالای آندو را با یک شفت (لوله) بهم پیچ می‌کنند و قبل از آن، شفت را از داخل لوله پلاستیکی یا مقوائی یادشده، عبور می‌دهند. این پایه‌ها قابل جمع شدن برای حمل هستند.
3. نوع زنجیری: لولهٔ پلاستیکی یا مقوائی، با قرقره‌هائی که به زنجیرهای ظریفی متصل هستند، تحت کنترل کامل کاربر قرار می‌گیرد، و باز شدن ناگهانی پارچه را در اثر وزن خود، منتفی می‌سازد.
4. نوع برقی: همان سیستم زنجیری است، منتهی قرقره‌ها به صورت برقی کنترل می‌شوند. این نوع، می‌تواند دارای کنترل از راه دور بوده و معمولاً تا شش پارچه را در شش شفت جای دهد.

- این فون‌ها، معمولاً در عرض‌های یک متر الی سه متر تولید و عرضه می‌شوند.
- نوع خاصی از فون، موسوم به فون کروماکی (Chromakey) در عکاسی و سینما بکار می‌رود که برای سهولت جداسازی سوژه و مونتاژ تصاویر دیگری به عنوان پس زمینه کاربرد دارد. فون کروماکی بیشتر در رنگهای سبز و آبی تولید می‌شود.
- معمولا فون کروماکی سبز به دلیل اینکه رنگی در تضاد پوست انسان و اغلب در پوشاک از رنگ سبز استفاده نمی‌شود ، یکی از بهترین گزینه‌ها برای بک گراند در عکاسی است.

## نگارخانه

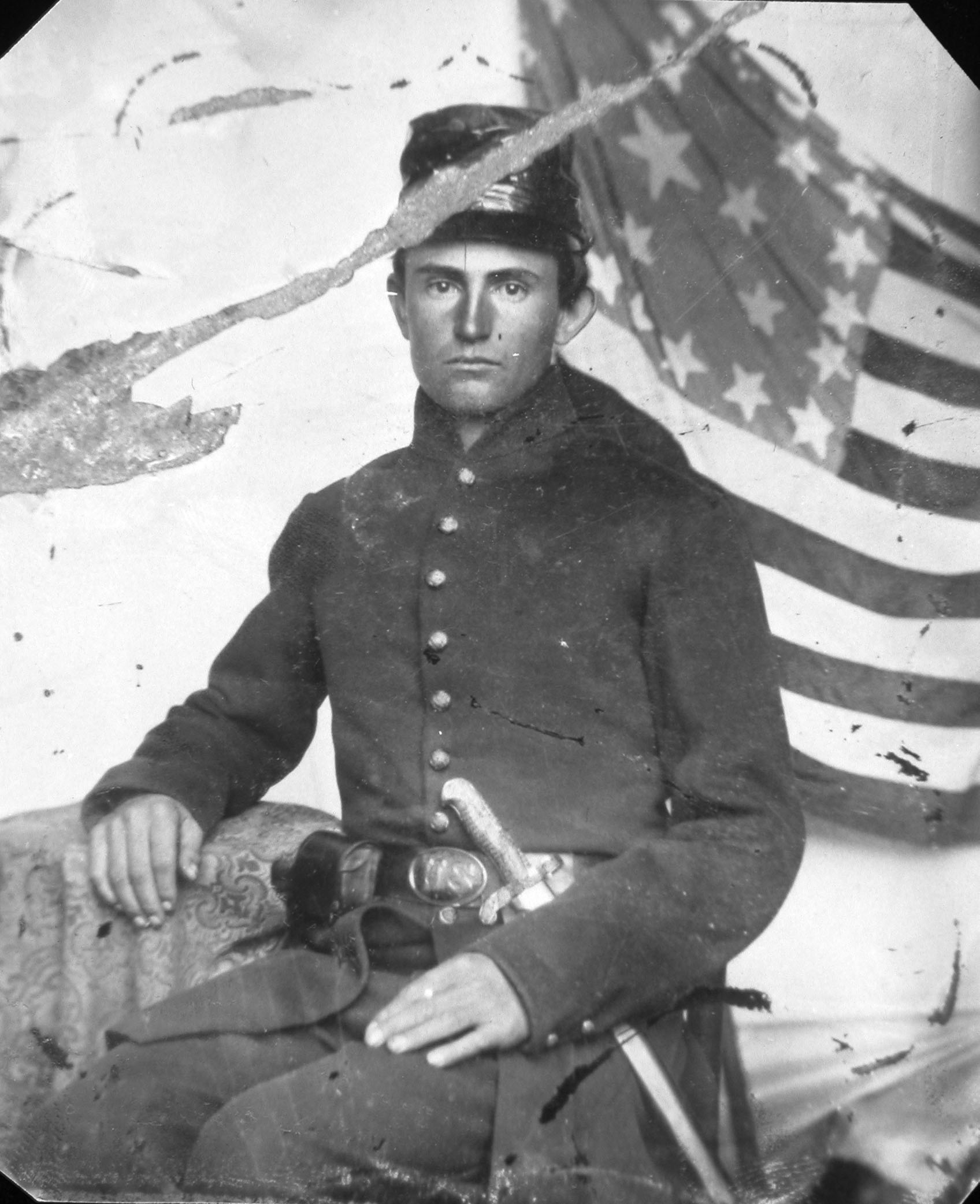
ایلی‌نوی، ۱۸۶۲ میلادی
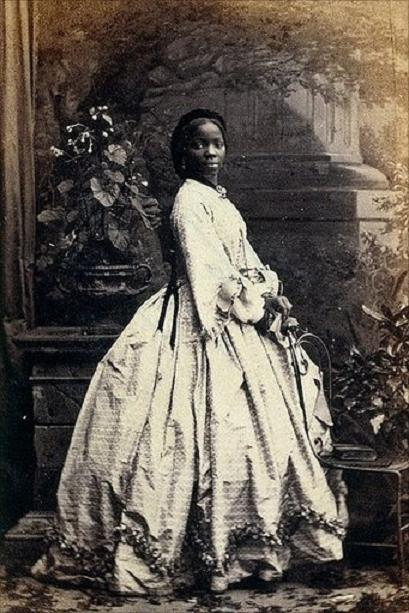
بریتانیا، ۱۸۶۲ میلادی
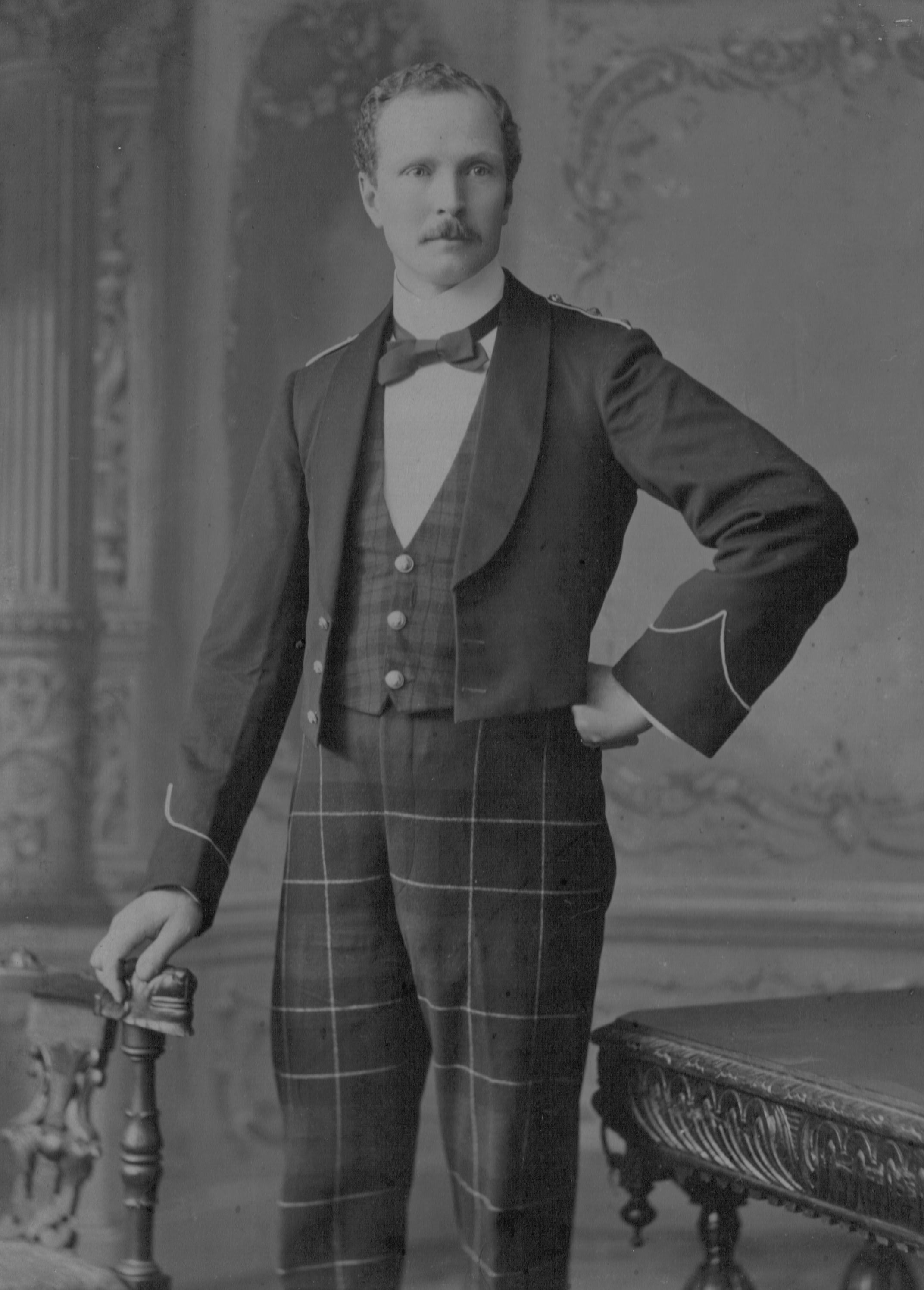
اسکاتلند، ۱۸۷۵ میلادی
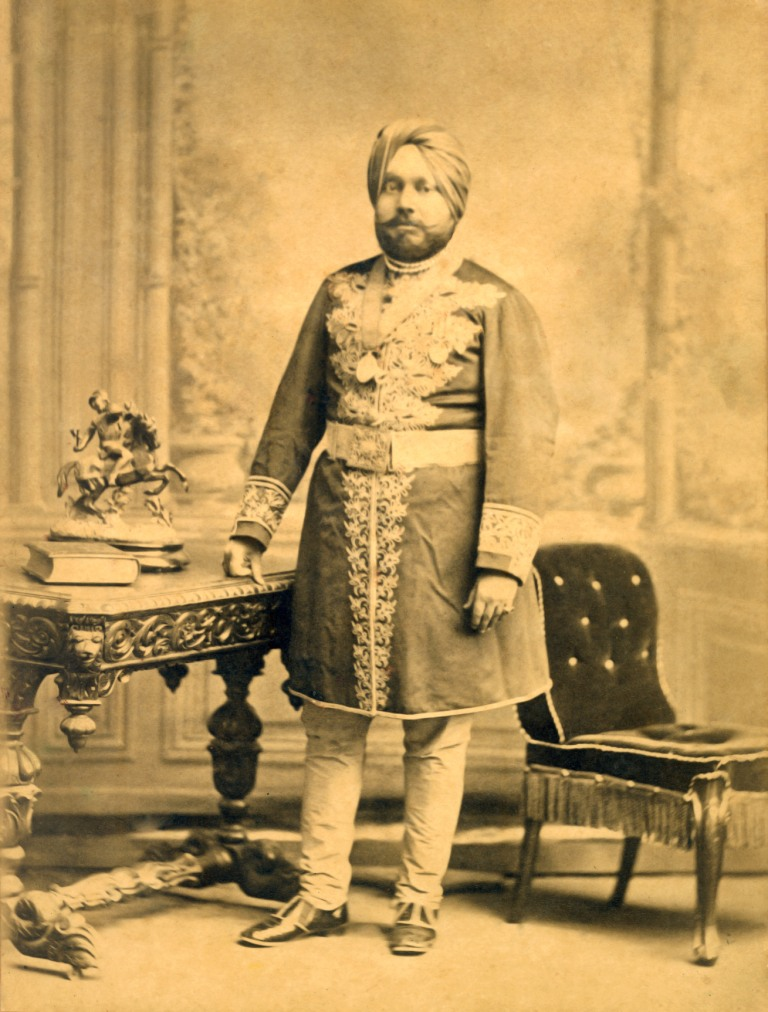
هند، قبل از سال ۱۸۷۷ میلادی
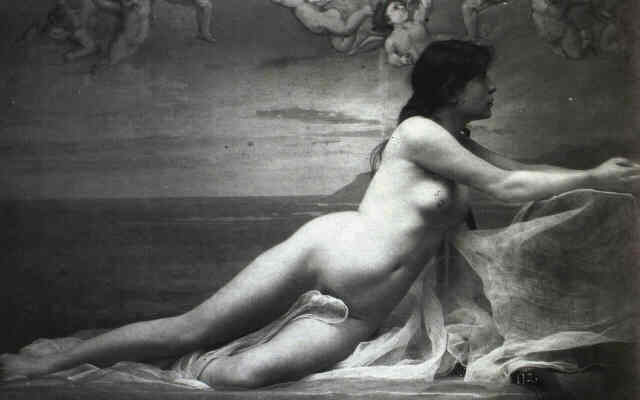
فرانسه، ۱۸۷۰-۱۸۷۹ میلادی
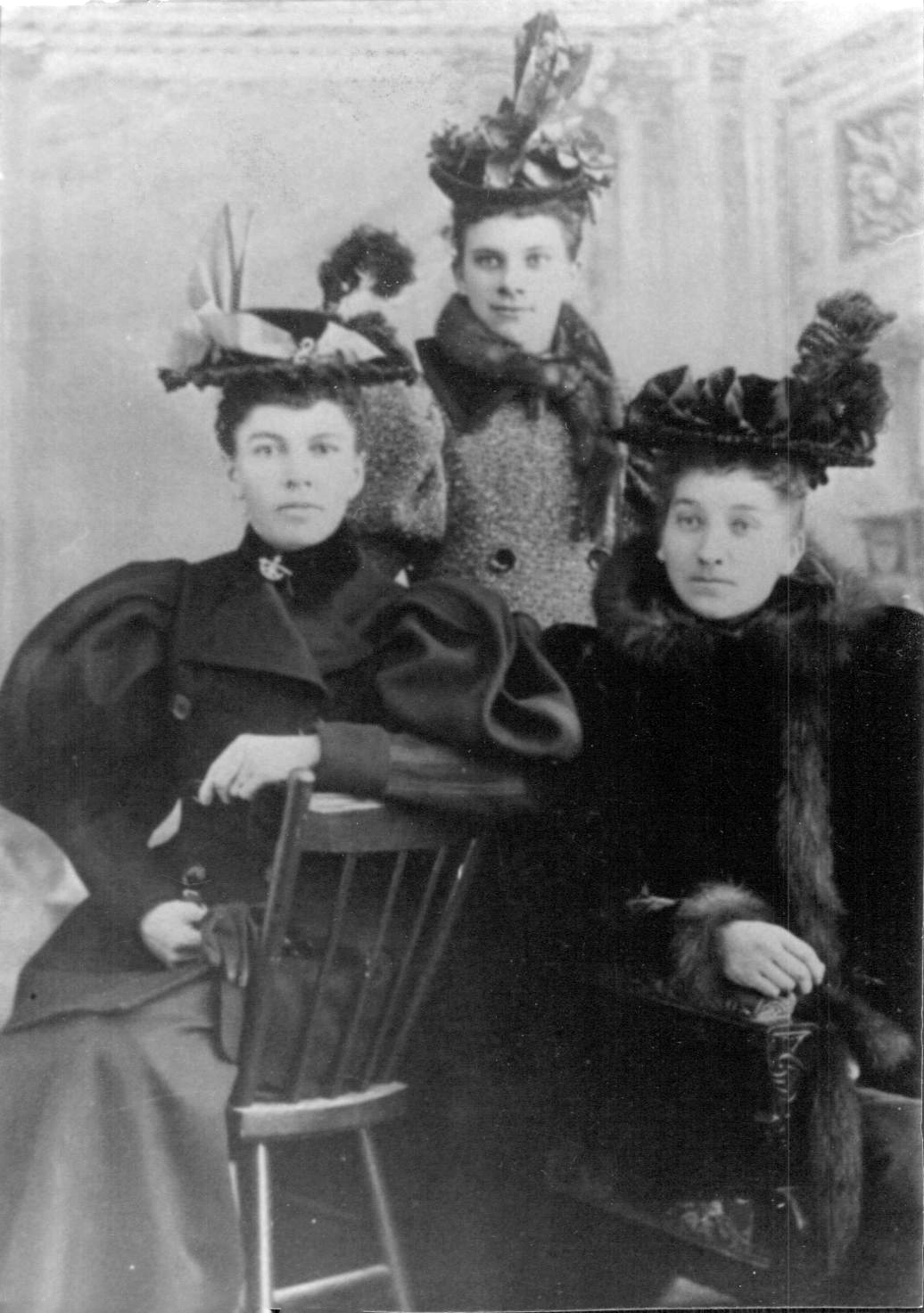
کانادا ۱۸۷۸ میلادی
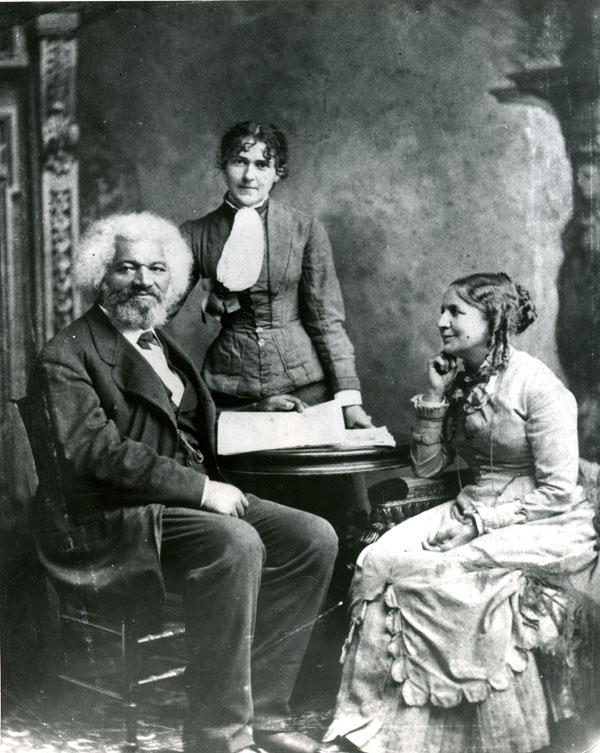
فردریک داگلاس به‌همراه همسر دومش هلن پیتس داگلاس و خواهرش (ایستاده) ۱۸۸۴ میلادی
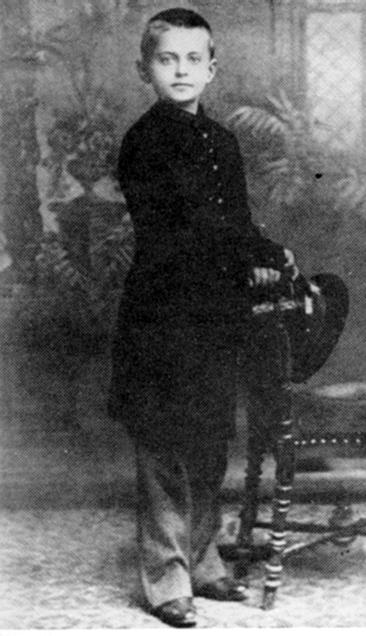
لئون تروتسکی روسیه، ۱۸۸۸ میلادی
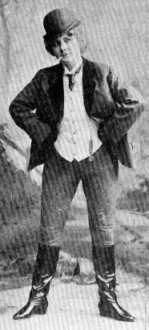
برلین، ۱۹۰۳ میلادی
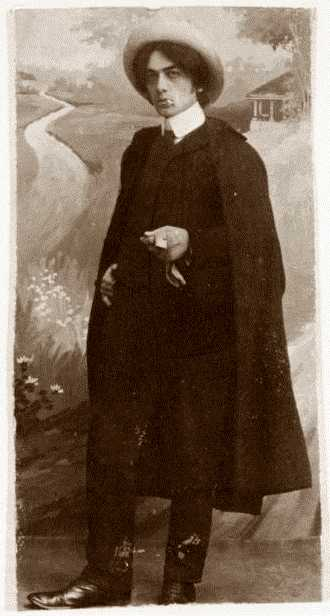
۱۹۱۴ میلادی
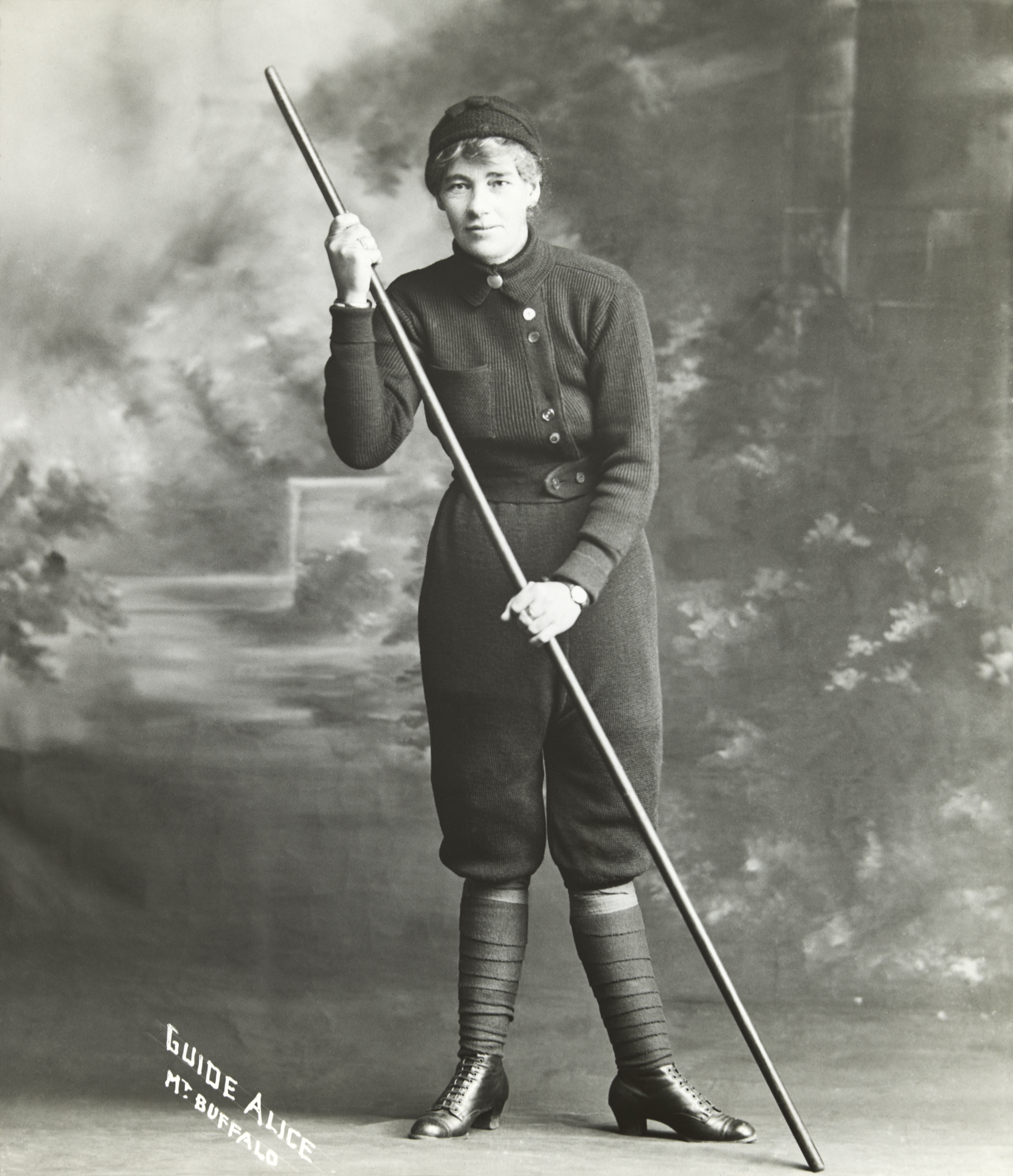
استرالیا
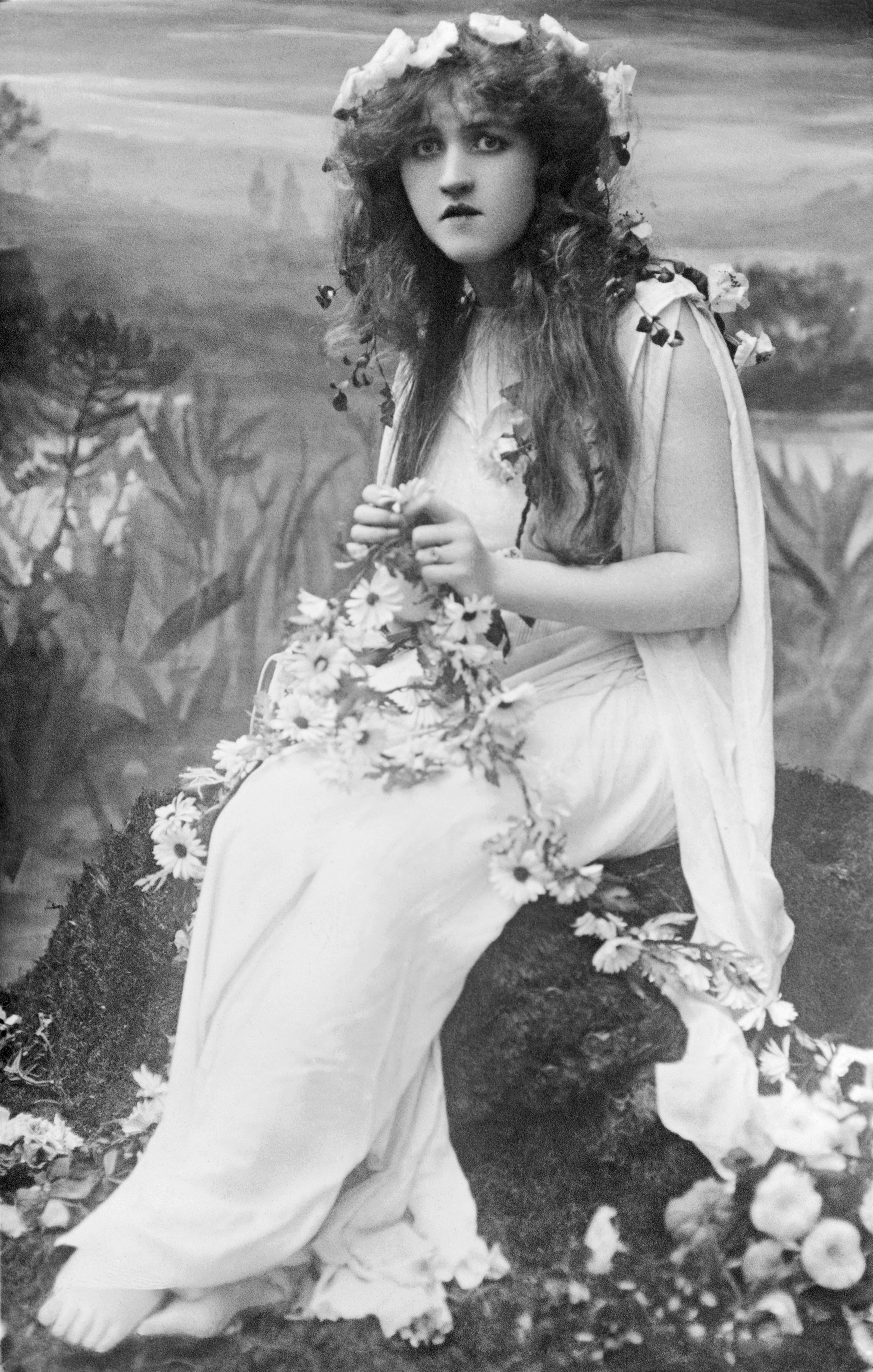
مینیون نوادا در نقش اوفلیا در اپرای آمبرواز توما، هملت ،  ۱۹۱۰
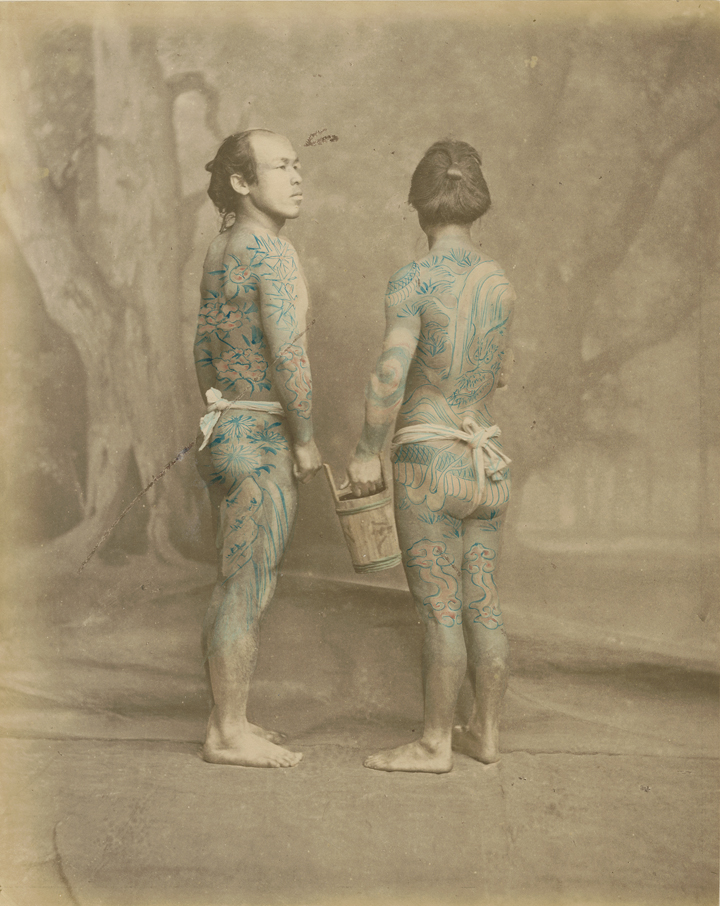
مردان ژاپنی در سال ۱۸۷۰ با ایرزومی